# Svenska hattarbetareförbundet
Svenska hattarbetareförbundet var ett svenskt fackförbund inom Landsorganisationen (LO) som bildades 1903. Det uppgick 1922 i Svenska hatt- och pälsindustriarbetareförbundet. 

## Bakgrund
Hattmakarnas första intresseorganisation Svenska hattmakareföreningen bildades i Stockholm 1874. Det var en gesällförening och därmed en fortsättning på den gamla skråorganisationen. Arbetarna inom den industri som tillverkade filthattar var inte välkomna utan organiserade sig bl.a. i Svenska grovarbetareförbundet.

## Historia
- 1903 samlades tre fackföreningar med 128 medlemmar och beslöt att lämna Svenska grovarbetareförbundet för att bilda Svenska hattarbetareförbundet. Till ordförande utsågs Oscar Stjärnberg.
- 1905 hölls kongress med representanter för fyra fackföreningar.
- 1909 drabbades förbundet hårt av storstrejkens efterverkningar och det dröjde till 1913 innan man återhämtat sig.
- 1914 utbröt första världskriget och avspärrningen medförde att tillverkningen av filthattar nästan helt upphörde i Sverige. Följden blev stor arbetslöshet bland förbundets medlemmar.
- 1917 började allt fler kvinnor ansluta sig.
- 1918 var antalet anslutna avdelningar sex och antalet medlemmar 519, varav 376 kvinnliga. Samma år sökte buntmakarna medlemskap, men de uppmanades att bilda ett eget förbund och det blev Svenska pälsvaruarbetareförbundet.
- 1922 sammanslogs förbundet med Svenska pälsvaruarbetareförbundet till Svenska hatt- och pälsindustriarbetareförbundet.